# مزرعه محبتی
مزرعه محبتی یک منطقهٔ مسکونی در ایران است که در دهستان پرزیتون واقع شده‌است. مزرعه محبتی ۵۰ نفر جمعیت دارد.